# وینشیکنومبانک
وینشیکنومبانک (روسی: Внешэкономбанк (ВЭБ)) ابرشرکت خدمات مالی و بانکداری دولتی روسی است، که در زمینه توسعه اقتصادی برای دولت روسیه فعالیت می‌کند.
وینشیکنومبانک در سال ۱۹۲۲ توسط بانکدار سوئدی اولاف آشبرگ بعنوان نخستین بانک بین‌المللی در اتحاد جماهیر شوروی تأسیس شد. شعبه مرکزی این بانک در شهر مسکو قرار دارد.